# Чемпіонат Польщі з хокею 1982—1983
Чемпіонат Польщі з хокею 1983 — 48-ий чемпіонат Польщі з хокею, чемпіоном став клуб Заглембе Сосновець.

## Підсумкова таблиця
| М   | Команда               | І  | В  | Н | П  | Ш       | О  |
| --- | --------------------- | -- | -- | - | -- | ------- | -- |
| 1.  | Заглембе Сосновець    | 36 | 31 | 1 | 4  | 291:103 | 63 |
| 2.  | Полонія Битом         | 36 | 20 | 6 | 10 | 172:97  | 46 |
| 3.  | ГКС Тихи              | 36 | 20 | 5 | 11 | 176:118 | 45 |
| 4.  | Напшуд Янув           | 36 | 19 | 6 | 11 | 185:140 | 44 |
| 5.  | Подгале (Новий Тарг)  | 36 | 17 | 6 | 13 | 167:113 | 40 |
| 6.  | ГКС Катовіце          | 36 | 17 | 3 | 16 | 167:183 | 37 |
| 7.  | ЛКС (Лодзь)           | 36 | 12 | 5 | 19 | 101:166 | 29 |
| 8.  | БКС (Бидгощ)          | 36 | 8  | 5 | 23 | 114:231 | 21 |
| 9.  | Краковія Краків       | 36 | 9  | 1 | 26 | 164:290 | 19 |
| 10. | Сточньовець (Гданськ) | 36 | 6  | 4 | 26 | 117:213 | 16 |

Скорочення: М = підсумкове місце, І = ігри, В = перемоги, Н = нічиї, П = поразки, Ш = закинуті та пропущені шайби, О = набрані очки

## Найкращий гравець
Найкращим гравцем журналом «Спорт» (пол. Sport) був визнаний Генрик Грут (ГКС Тихи).

## ІІ Ліга
Переможець ліги Унія (Освенцім).